# Астрагал иолдеринский
Астрагал иолдеринский (лат. Astragalus jolderensis) — вид двудольных растений рода Астрагал (Astragalus) семейства Бобовые (Fabaceae). Впервые описан российским ботаником Борисом Алекссевичем Федченко в 1921 году.

## Распространение, описание
Считается эндемиком Туркменистана, однако в некоторых источниках ареал вида расширяется до территории Ирана.
Травянистое растение с очерёдным листорасположением. Листья сложные, с перистым членением. Соцветие кистевидное. Цветки пятилепестковые, с зигоморфным околоцветником. Плод — боб.

## Синонимы
Синонимичные названия:
- Astragalus tetanocarpus Bornm. & Gauba
- Astragalus trottianus Parsa